# 회취법

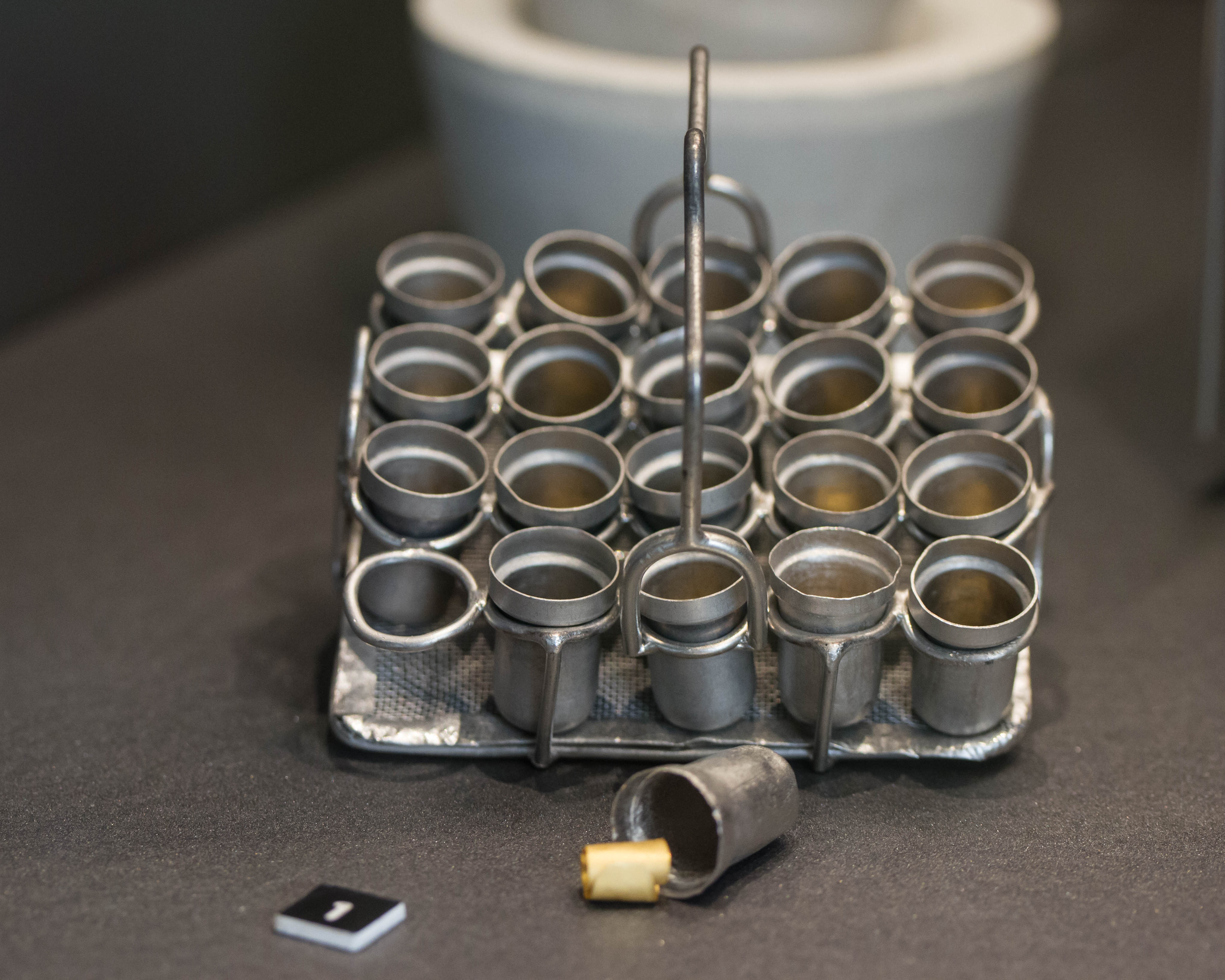

회취법(灰吹法, 영어: cupellation)은 금속공학에서 광석이나 합금을 고온에서 용해하여 금이나 은과 같은 귀금속을 분리해내는 정제 방법이다. 광석 속에 존재하는 납, 구리, 아연, 비소, 안티모니나 비스무트 등의 비천금속을 이용한다.

## 순서
1. 금광석에 납을 해합한 뒤 화력을 올려 녹인다.
2. 납과 은의 합금을 만들고, 재와 함께 쇠냄비에 넣어 녹인다.
3. 융점이 낮은 납은 녹아서 재로 스며들고, 순도 높은 은이 재 위에 남는다.

## 같이 보기
- 연금술
- 화학사
- 현자의 돌

## 참고 문헌
- Bayley, J., Rehren, Th. 2007. Towards a functional and Typological classification of crucibles, in La Niece, S and Craddock, P (eds) Metals and Mines. Studies in Archaeometallurgy. Archetype Books: 46-55
- Craddock, P. T. 1995. Early metal mining and production. Edinburgh: Edinburgh University Press.
- Rehren, Th. 2003. Crucibles as reaction vessels in ancient metallurgy, in P.T. Craddock and J. Lang (eds), Mining and Metal Production through the Ages, 207-215. London. The British Museum Press.